# Urania - Le grandi saghe
Urania - Le grandi saghe è una collana editoriale di Mondadori edita dal 2006 al 2009. Derivata da quella Urania, a cadenza annuale, riproponeva le più famose saghe della letteratura di fantascienza, fantasy e horror.
Il primo numero è stato pubblicato il 10 luglio 2006, e nell'arco di due numeri la collana si è fusa con altre serie parallele, come Le grandi saghe fantasy e Le grandi saghe horror: la numerazione è però consequenziale, malgrado la dicitura in copertina cambi ad ogni "genere", salvo che il numero 3 non esiste; Il gioco del trono porta infatti il n. 1.
A maggio 2009 la collana è stata chiusa lasciando attiva solo la prosecuzione della pubblicazione del ciclo delle Cronache del ghiaccio e del fuoco di George R.R. Martin nella serie Le grandi saghe fantasy.

## Titoli pubblicati
1. Tschai di Jack Vance, luglio 2006; contiene
1. Naufragio sul pianeta Tschai (City of the Chasch, 1968)
2. Le insidie di Tschai (Servants of the Wankh, 1969)
3. I tesori di Tschai (The Dirdir, 1969)
4. Fuga da Tschai (The Pnume, 1970)

2. Berserker! di Fred Saberhagen, luglio 2007; contiene:
1. Il mondo dei Berserker (Berserker, 1967)
2. Berserker! (Brother Berserker, 1969)
3. Il pianeta dei Berserker (Berserker's Planet, 1975)
4. L'uomo dei Berserker (Berserker Man, 1979)
5. Il trono dei Berserker (The Berserker Throne, 1985)

3. Il gioco del trono di George R. R. Martin, luglio 2007; contiene Cronache del ghiaccio e del fuoco volume I (A Clash of Kings - Book One of a Song of Ice and Fire, 1996)
4. Lo scontro dei re di George R. R. Martin, luglio 2008; contiene Cronache del ghiaccio e del fuoco volume II (A Clash of Kings - Book Two of a Song of Ice and Fire, 1999)
5. Hanno sete (They Thirst, 1981) di Robert McCammon, luglio 2008
6. Tutti a Zanzibar (Stand on Zanzibar, 1968) di John Brunner, luglio 2008
7. Tempesta di spade (prima parte) di George R.R. Martin, luglio 2009; contiene Cronache del ghiaccio e del fuoco volume III (A Storm of Swords - Book Three of a Song of Ice and Fire, 2000)
8. Tempesta di spade (seconda parte) di George R.R. Martin, novembre 2009; contiene Cronache del ghiaccio e del fuoco volume III (A Storm of Swords - Book Three of a Song of Ice and Fire, 2000)
9. Il banchetto dei corvi di George R.R. Martin, luglio 2010; contiene Cronache del ghiaccio e del fuoco volume IV (A Feast for Crows - Book Four of a Song of Ice and Fire, 2005)